# Puzzle de Harvest Moon
Puzzle de Harvest Moon é um spin-off da série Harvest Moon. É um jogo de puzzle desenvolvido pela Platinum Egg e publicado pela Natsume.

## Jogabilidade
Puzzle de Harvest Moon tem os personagens de Harvest Moon: Friends of Mineral Town como personagens jogáveis, e apresenta um modo história onde até quatro jogadores podem jogar juntos, com um único cartucho de jogo.

## Recepção
Puzzle de Harvest Moon recebeu maioritariamente comentários negativos, recebendo uma pontuação global de 43% a partir de Game Rankings e 41 de Meta Critic. Os críticos alegaram que a jogabilidade do puzzle é fora do comum para um jogo de Harvest Moon. Ele também recebeu críticas por seu tutorial, que foi dito que deixava o jogo mais confuso, e por não haver história no modo single-player ou qualquer extensão dos outros modos de jogo. GameSpot se refere a ele como um exercício de rabiscos.